# Palmatorappia solomonis
Palmatorappia solomonis là một loài ếch trong họ Ceratobatrachidae. Chúng là đại diện duy nhất của chi Palmatorappia và đang bị đe dọa hoặc tuyệt chủng. Loài này có thể được tìm thấy ở Papua New Guinea và quần đảo Solomon.
Các môi trường sống tự nhiên của chúng là các khu rừng ẩm ướt đất thấp nhiệt đới hoặc cận nhiệt đới và các khu rừng vùng núi ẩm nhiệt đới hoặc cận nhiệt đới. Loài này đang bị đe dọa do mất môi trường sống.

## Hình ảnh

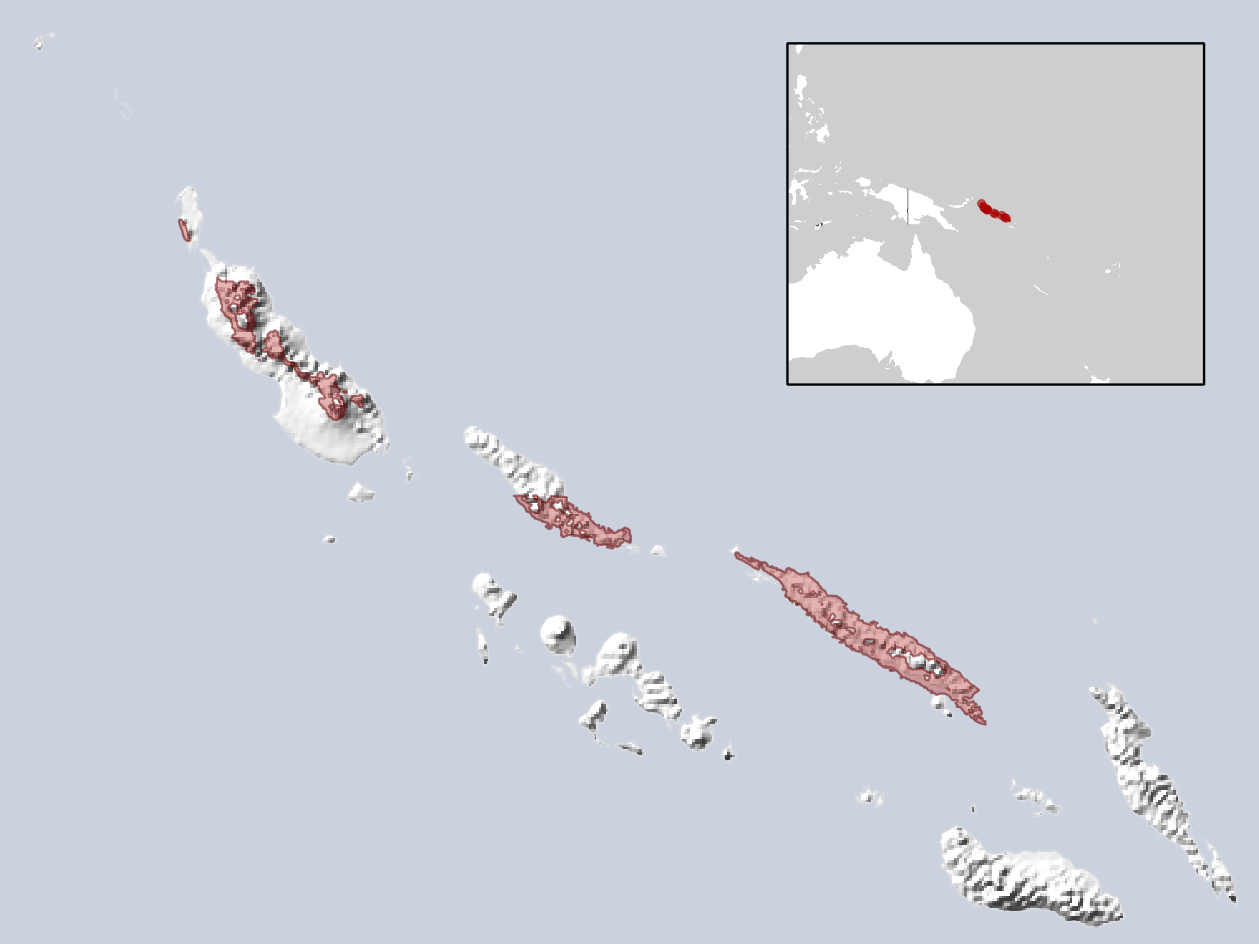